# You People
You People è un film del 2023 diretto da Kenya Barris.
La regista, al suo esordio, ha anche scritto il soggetto e la sceneggiatura, insieme a Jonah Hill, protagonista di questa commedia romantica, insieme a Lauren London.

## Trama
Ezra Cohen è un broker trentacinquenne di Los Angeles che tiene un podcast di cultura pop insieme alla sua amica di colore Mo. La sua famiglia insiste perché si sistemi, possibilmente con una brava ragazza della sua stessa comunità ebraica, ma lui non pensa a sposarsi e non bada più di tanto alle tradizioni della sua religione.
Un incontro casuale con Amira, ragazza di colore di religione musulmana, gli apre una prospettiva che non avrebbe immaginato. Dopo essersi frequentati, i due formano una coppia solidissima, al punto che Ezra si convince che lei potrà essere la sua sposa. L'ostacolo rappresentato dalle famiglie, dopo imbarazzi e brutte figure iniziali, sembra essere superato ma poi, a un passo dalle nozze, soprattutto l'ostilità di Akbar, il rigido padre di Amira, fa desistere entrambi dal portare a compimento un'unione che, nei fatti, si è dimostrata troppo complicata.
Separatisi per colpa delle famiglie, i due soffrono terribilmente, ma poi Akbar e Shelley, consci delle proprie colpe, scusandosi con i propri figli, organizzano un incontro a loro insaputa, che si trasforma poi in un matrimonio a sorpresa, con l'amore che trionfa al di là delle incomprensioni e delle differenze di carattere religioso.

## Produzione
Le riprese sono iniziate a Los Angeles nell'ottobre 2021.

## Promozione
Il primo trailer del film è stato pubblicato il 6 gennaio 2023.

## Distribuzione
Il film è stato distribuito su Netflix dal 27 gennaio 2023.